# Recesja dziąsła
Recesja dziąsła – przemieszczenie się linii dziąseł z jej zwyczajnego umiejscowienia w kierunku wierzchołka korzenia zęba. Może być wikłana próchnicą, bólem i nadwrażliwością zębiny lub krwawieniem z dziąseł. W leczeniu stosuje się m.in. leczenie ortodontyczne i chirurgiczne.